# Пинхук (Мисури)
Пинхук (енгл. Pinhook) град је у америчкој савезној држави Мисури.

## Демографија
По попису из 2010. године број становника је 30, што је 18 (-37,5%) становника мање него 2000. године.
| Група             | 2000.      | 2010.      |
| Белци             | 5 (10,4%)  | 1 (3,3%)   |
| Афроамериканци    | 42 (87,5%) | 29 (96,7%) |
| Азијати           | 0 (0,0%)   | 0 (0,0%)   |
| Хиспаноамериканци | 0 (0,0%)   | 0 (0,0%)   |
| Укупно            | 48         | 30         |